# Erick Rowan
Joseph Rudd (sinh ngày 28 tháng 11 năm 1981) là đô vật chuyên nghiệp người Mỹ. Anh ký hợp đồng với WWE, nơi anh biểu diễn dưới cái tên trên võ đài là Erick Rowan. Anh là thành viên của The Wyatt Family.

## Thuở nhỏ
Rudd được sinh tại Minneapolis, Minnesota, và lớn lên tại Montrose, Minnesota. Gia đình của anh là Norwegian, và di cư từ Nannestad, Norway. Rudd là một tay guitar được đào tạo, và học tại Đại học Minnesota Morris, nơi anh chơi bóng bầu dục Mỹ.

## Bắt đầu sự nghiệp

### World Wrestling Entertainment/WWE

#### Florida Championship Wrestling (2011–2012)
Trong tháng 2/2011, Rudd ký hợp đồng với WWE và thi đấu ở FCW thuộc WWE và lấy tên là Erick Rowan.Vào tháng 8/2011 Rowan xuất hiện trên TV FCW lần đầu và đánh bại Kenneth Cameron.

#### The Wyatt Family (2012–2014)
Chi tiết: The Wyatt Family

#### Singles competition (2014–2015)
Vào ngày 3/9/2013 Erick Rowan xuất hiện lần đầu ở NXT cùng với Luke Harper và Bray Wyatt lập thành nhóm The Wyatts Family (bang hội Wyatt) và Bray Wyatt là trưởng nhóm. Anh và Luke Harper giành được đai NXT Tag Team Championship. Sau đó ông cùng Luke Harper và Bray Wyatt xuất hiện ở WWE. Năm 2014 do Bray Wyatt và Luke Harper đã đối xử tồi tệ với Rowan nên ông đã phản nhóm và vào đêm raw ngày 17/11/2011 ông đã gia nhập nhóm của cena để chống lai Luke Harper. Tại Survivor Series ông tham gia vào trận Survivor Series nhưng Rowan đã bị Harper loại.

#### Sự trở lại của The Wyatt Family (2015–2017)
Trong tháng 5 Rowan đã trở lại sau trận đấu giữa Fandango và Luke Harper, ông đã tấn công Fandango và trong show Raw tuần sau ông cùng Luke Harper đánh bại Fandango và Zack Ryder trong trận đấu đồng đội. Trong tháng 6 Rowan và Harper đã tạm nghĩ thi đấu một thời gian ngắn.
Vào Show Raw 19/10/2015 Rowan đã trở lại và cùng với Bray Wyatt và Braun Strowman đối đầu Roman Reigns, Dean Ambrose và Seth Rollins. Rowan đã cùng The Wyatt Family kết thù với The Brothers of Destruction, vào ngày 25/10/2015 tại Hell in a Cell The Wyatt Family đã tấn công The Undertaker và ở show Raw 26/10/2015 The Wyatt Family đã tấn công Kane dẫn đến trận đấu giữa The Wyatt Family và The Brothers of Destruction tại Survivor Series 2015. Vào WrestleMania 32 ông đã đấu một trận với The Rock và đã thua, nhưng ông và The Rock đã lập nên kỉ lục khi có 1 trận đấu ngắn nhất ở các kì WrestleMania với khoảng 6 giây.

## Trong đấu vật
- Đoàn kết liễu
  - Backbreaker rack – 2014
  - Greetings From the North (Chokeslam) – 2011–2012
  - Running splash, sometimes from the top rope – 2013–2014; used as a signature move thereafter
  - Full nelson slam – 2014–hiện nay
  - Waist-lift sitout side slam – 2014–2015; used as a signature moves thereafter
- Đoàn thường sử dụng
  - Bearhug
  - Big boot
  - Clawhold, sometimes transitioned into a one-handed biel throw
  - Fallaway slam
  - Multiple forearm clubs to a cornered opponent
  - Overhead gutwrench backbreaker rack
  - Pumphandle backbreaker
  - Scoop slam
  - Spin kick
- Với Luke Harper
  - Đoàn đánh đôi kết liễu
    - Body avalanche (Rowan) followed by a discus clothesline (Harper) combination
    - Discus clothesline (Harper) followed by a running splash (Rowan)
    - Superkick (Harper) followed by a full nelson slam (Rowan) combination
    - The Way (Flapjack (Rowan) và cutter (Harper) combination) – 2015
- Managers
  - Bray Wyatt
- Nicknames
  - "Big Red"
  - "The New Face of Vengeance"
  - "The White Sheep"
- Entrance themes
  - As Thoruf Marius
    - "Demon Speeding" by Rob Zombie with Howard Stern (MIW)

  - As Erick Rowan
    - "Live In Fear" by Mark Crozer (10/2012–9/2014; 19/10/2015 – 16/8/2016; sử dụng với The Wyatt Family)
    - "Swamp Gas" bởi Jim Johnston (29/6/ 2014 – 21/11/2014; 19/10/2015 – 19/7/2016; sử dụng cùng với Luke Harper hoặc Braun Strowman)
    - "Sheepherder" bởi Jim Johnston (23/11/2014–hiện nay)

## Các chức vô địch và danh hiệu
- Pro Wrestling Illustrated
  - PWI xếp hạng thứ 57 trong số 500 đô vật xuất sắc nhất 2014.
  - PWI xếp hạng thứ 111 trong số 500 đô vật xuất sắc nhất 2015.
- Wrestling Observer Newsletter
  - Best Gimmick (2013) The Wyatt Family
- WWE
  - WWE Smackdown Tag Team Championship (2 lần) với Harper (1) và Daniel Bryan (1)
  - Slammy Award (1 lần)
    - Match of the Year (2014) – Team Cena vs. Team Authority tại Survivor Series
- WWE NXT
  - NXT Tag Team Championship (1 lần) – với Luke Harper